# Arrow Film Corporation
Arrow Film Corporation est une compagnie américaine de production et de distribution de films du cinéma muet, active entre 1915 et 1926.
En tant que société indépendante, elle opérait en parallèle des studios établis. Formée à l'origine pour fournir des films à Pathé Exchange, la société s'est rapidement séparée et s'est concentrée sur un mélange de productions à moyen et à petit budget. La société était parfois appelée « Arrow Pictures »
Parmi les acteurs et actrices qui sont apparus dans les productions Arrow figurent Clara Bow, Marjorie Daw, Jane Novak, Constance Bennett, Milton Sills, Lionel Barrymore, Dorothy Mackaill, Neva Gerber, Marin Sais, Herbert Rawlinson, Anders Randolf, Ashton Dearholt et Wallace MacDonald. 

## Filmographie partielle
- 1916 : The Woman's Law (en)
- 1918 : The Struggle Everlasting
- 1920 : The Desert Scorpion
- 1920 : Wolves of the Street
- 1920 : Meet Betty's Husband
- 1920 : Betty's Green-Eyed Monster
- 1920 : Betty Sets the Pace
- 1921 : The Innocent Cheat (en)
- 1921 : God's Country and the Law
- 1922 : The Streets of New York
- 1923 : Man and Wife
- 1924 : Lash of the Whip (en)
- 1926 : In Borrowed Plumes (en)